# Indian Register of Shipping
Das Indian Register of Shipping (abgekürzt: IRClass, deutsch: Indisches Schiffsregister) mit Sitz in Mumbai ist eine weltweit arbeitende Klassifikationsgesellschaft.
Die Gesellschaft wurde 1975 in Indien gegründet und arbeitet seitdem auf dem Gebiet der Schiffsklassifikation. In den Jahren des Bestehens baute das IRS von der ausschließlich auf Schiffe bezogenen Besichtigungstätigkeit auf  verwandte Bereiche, wie On/Offhire-Besichtigungen für Charterer oder Schiffseigner, Schadensbesichtigungen oder die Klassifikation von Offshorebauwerken aus. Seit 1996 arbeitete das IRS mit einem ISO 9001-konformen Qualitätsmanagement und am 22. Juni 2010 wurde das Indian Register of Shipping als Vollmitglied der International Association of Classification Societies (IACS) aufgenommen.
Schiffe, die vom Indian Register of Shipping vermessen sind, tragen die Lettern IR an den Ladelinien (Plimsoll-Marke) mittschiffs.